# Morlà
El morlà era diner de billó del Bearn (Occitània), encunyat a la població de Morlàs, des del segle xi fins al segle xv.
A Catalunya, circulà sobretot al Pallars i a la Ribagorça.